# Ayaka Ōhashi
Ayaka Ōhashi (大橋 彩香?, Ōhashi Ayaka; prefettura di Saitama, 13 settembre 1994) è una doppiatrice e cantante giapponese.
È affiliata all'agenzia di talenti HoriPro e come cantante è firmata da Lantis.
Originariamente un'attrice bambina, è apparsa in molti spot pubblicitari, dorama, programmi NHK Educational TV e produzioni teatrali. Come doppiatrice è conosciuta per i suoi ruoli come Ran Shibuki in Aikatsu!, Sāya Yamabuki in BanG Dream! e Uzuki Shimamura in The Idolmaster Cinderella Girls.
Con lo pseudonimo di Sāya, è un membro della band Poppin'Party come batterista. Ha anche cantato sigle per anime come La vendetta di Masamune e Knight's & Magic.

## Filmografia

### Film d'animazione
- 2013 - Pretty Cure All Stars New Stage 2: Friends of the Heart (Lance)
- 2013 - DokiDoki! PreCure The Movie (Lance)
- 2014 - Pretty Cure All Stars New Stage 3: Eternal Friends (Lance)
- 2014 - Aikatsu! The Movie (Ran Shibuki)
- 2015 - Pretty Cure All Stars: Carnival of Spring♪ (Lance)
- 2016 - Garo: Divine Flame (Christina)
- 2016 - Aikatsu! The Targeted Magical Aikatsu Card (Ran Shibuki)
- 2016 - Aikatsu Stars! The Movie (Yozora Kasumi)
- 2019 - BanG Dream! Film Live (Sāya Yamabuki)
- 2021 - BanG Dream! Episode of Roselia I: Promise (Sāya Yamabuki)
- 2021 - BanG Dream! Film Live 2nd Stage (Sāya Yamabuki)
- 2022 - BanG Dream! Poppin' Dream! (Sāya Yamabuki)

### Serie animate
- 2012 - Amagami SS+ plus (Comitato esecutivo)
- 2012 - Eureka Seven AO (Fleur Blanc)
- 2012–2016 - Aikatsu! (Ran Shibuki)
- 2013 - Mangirl! (Ringo Nishijima)
- 2013 - Encouragement of Climb (Female customer)
- 2013 - Fantasista Doll (Uzume Uno)
- 2013–2015 - Tesagure! Bukatsu-mono (Koharu Tanaka)
- 2013 - Dokidoki! PreCure (Lance)
- 2014 - Witchcraft Works (Studente)
- 2014–2015 - Hamatora: The Animation (Rei)
- 2014 - Go! Go! 575 (Matcha Kobayashi)
- 2014 - Daimidaler the Sound Robot (Moriko Tomoyose)
- 2014 - Dragon Collection (Namoor)
- 2014 - Sabagebu! -Survival Game Club!- (Momoka Sonokawa)
- 2014 - Akame ga Kill! (Kurome)
- 2015–2019 - The Idolmaster Cinderella Girls (Uzuki Shimamura)
- 2015 - Comet Lucifer (Felia)
- 2015–2016 - Concrete Revolutio: Superhuman Phantasmagoria (Jackie)
- 2015 - Garo: Crimson Moon (Kaguya)
- 2016 - Endride (Falarion)
- 2016–2018 - Aikatsu Stars! (Yozora Kasumi)
- 2016 - Naria Girls (Idol monster)
- 2016 - Flip Flappers (Yayaka)
- 2017–2023 - La vendetta di Masamune (Aki Adagaki)
- 2017–2021 - BanG Dream! (Sāya Yamabuki)
- 2017 - Re:Creators (Setsuna Shimazaki)
- 2017 - Hina Logi: From Luck & Logic (Aoi Iroha)
- 2017 - Knight's & Magic (Adeltroot Alter)
- 2017 - Princess Principal (Prefect)
- 2017–2018 - Garo: Vanishing Line (Lizzy)
- 2018 - Magical Girl Boy (Saki Uno (female))
- 2018–2021 - Uma Musume Pretty Derby (Vodka)
- 2018–2019 - Aikatsu Friends! (Mirai Asuka)
- 2018 - Future Card Buddyfight Ace (Sayaka Tatewaki)
- 2018–2022 - BanG Dream! Girls Band Party! Pico (Sāya Yamabuki)
- 2018–2019 - Saint Seiya: Saintia Shō (Lumi)
- 2018 - Million Arthur (Kaguya)
- 2019 - Fight League: Gear Gadget Generators (Kara Fixx)
- 2019 - Hensuki (Koharu Ōtori)
- 2019–2020 - Aikatsu on Parade! (Mirai Asuka, Yozora Kasumi, Ran Shibuki)
- 2020–2022 - Magia Record: Puella Magi Madoka Magica Side Story (Kaede Akino)
- 2020 - Haikyu!! To The Top (Maiko Yonezawa)
- 2020 - The God of High School (Yoo Mira)
- 2020 - Princess Connect! Re:Dive (Hatsune Kashiwazaki)
- 2020 - Super HxEros (Tōma Taiga)
- 2020 - Sleepy Princess in the Demon Castle (Arpia)[4]
- 2022 - Shijō Saikyō no Dai Maō, Murabito Ē ni Tensei Suru (Sylphy Marheaven)
- 2022 - Shin Ikki Tousen (Chūbō Sonken)
- 2022 - Shine Post (Hotaru)
- 2023 - Handyman Saitou in Another World (Mevena)[5]
- 2023 - Synduality: Noir (Ange)
- 2023 - Sound! Euphonium: Ensemble Contest (Tsubame Kamaya)
- 2024 - Saikyō Tank no Meikyū Kōryaku (Lilia)
- 2024 - Blue Archive the Animation (Serika Kuromi)
- 2024 - VTuber Legend: How I Went Viral after Forgetting to Turn Off My Stream (Nekoma Hirune)

### Videogiochi
- 2011 - The Idolmaster Cinderella Girls (Uzuki Shimamura)
- 2012 - Eureka Seven: AO Attack the Legend (Fleur Blanc)
- 2013 - Fairy Fencer F (Karin)
- 2013 - Fantasista Doll Girls Royale (Uzume Uno)
- 2014 - The Idolmaster One For All (Uzuki Shimamura)
- 2015 - Granblue Fantasy (Uzuki Shimamura)
- 2015 - Princess Connect! (Hatsune Kashiwazaki)
- 2015 - Brave Sword X Blaze Soul (Mei)
- 2015 - Luminous Arc Infinity (Rena)
- 2015 - The Idolmaster Cinderella Girls: Starlight Stage (Uzuki Shimamura)
- 2015 - Fairy Fencer F: Advent Dark Force (Karin)
- 2015 - Valkyrie Drive: Siren (Setsuna Kisaragi)
- 2015 - MeiQ: Labyrinth of Death (Estra)
- 2016 - Tales of Asteria (Uzuki Shimamura)
- 2016 - Dark Rose Valkyrie (Coo Franson)
- 2017 - BanG Dream! Girls Band Party! (Sāya Yamabuki)
- 2017 - Yuki Yuna is a Hero: A Sparkling Flower (Wakaba Nogi)
- 2017 - Magia Record (Kaede Akino)
- 2017 - 8 beat Story (Kanade Sorano)
- 2018 - Princess Connect! Re:Dive (Hatsune Kashiwazaki)
- 2018 - Dragalia Lost (Melody)
- 2018 - Final Fantasy Brave Exvius (Heavenly Technician Lid)
- 2018 - Tales of the Rays (Uzuki Shimamura)
- 2019 - Azur Lane (KMS Z35, USS Aylwin, IJN Choukai)
- 2019 - Arknights (Angelina)
- 2019 - The King of Fighters All Star (New Kim)
- 2020 - Ikki Tousen: Extra Burst (Chūbō Sonken)
- 2021 - Blue Archive (Serika Kuromi)
- 2021 - Uma Musume Pretty Derby (Vodka)
- 2022 - Eve: Ghost Enemies (Kyouko Kirino)
- 2022 - Code Geass: Lelouch of the Rebellion Lost Stories (Maya Disel)
- 2022 - Artery Gear: Fusion (Nio, Grace)
- 2024 - Genshin Impact (Iansan)
- 2024 - Emio – L'uomo che sorride: Famicom Detective Club (Megumi Morimoto)